# Ујар
Ујар (рус. Уяр) град је у Русији у Краснојарском крају.

## Становништво
| 1939.  | 1959.  | 1970.  | 1979.  | 1989.  | 2002.  | 2010.  |
| ------ | ------ | ------ | ------ | ------ | ------ | ------ |
| 15.347 | 21.646 | 20.581 | 18.028 | 17.040 | 13.807 | 12.665 |